# ヒメアワビ亜科
ヒメアワビ亜科（Stomatellinae）は、ニシキウズガイ科に属する殻長約3cm以下の小型の巻貝で、ミミガイ科のように平たい形の貝殻をもつ。岩礁やサンゴ上をはいまわって藻類を歯舌で削り取って食べる。貝殻にくらべて足（吸盤）が大きく、貝殻の中に体をかくすことができない。ヒメアワビは、外敵に襲われたとき足の後半部分を自切することによって身を守る。本州中部以南の暖かい海の潮間帯下でくらす。

## 種類
ヒメアワビ亜科に属する属として以下が知られる。
- Calliotrochus P. Fischer, 1879：Calliotrochus marmoreus（熱帯インド-太平洋, 6mm）
- Microtis  H. Adams & A. Adams, 1850：Microtis tuberculata（オーストラリア北部~南太平洋）
- Pseudostomatella Thiele, 1924 サラサアシヤガマ（フィリピン~インド-西太平洋, 17-32mm）など
- Stomatolina Iredale, 1937 アシヤガマ（本州中部以南~熱帯インド-西太平洋, 8-18mm）など
- Stomatella Lamarck, 1816 ヒメアワビ（本州中部以南~熱帯インド-西太平洋, 6-17mm）など
- Stomatia Helbling, 1779 フルヤガイ（紀伊半島以南~熱帯インド-西太平洋, 7-35mm）など

ヒメアワビ亜科に近縁の種族の分岐図を下に示す 。